# Thất Tinh
Thất Tinh (chữ Hán giản thể:七星区, bính âm: Qīxīng Qū), cũng gọi quận Thất Tinh Cao Tân, là một quận thuộc địa cấp thị Quế Lâm, khu tự trị dân tộc Choang Quảng Tây, Cộng hòa Nhân dân Trung Hoa. Quận Thất Tinh nằm ở bờ đông Ly Giang, có diện tích 74 km², dân số 180.000 người. Chính quyền nhân dân quận đóng ở phố Mã Bình. Mã số bưu chính của Thất Tinh là 541004.

## Phân chia hành chính
Về mặt hành chính, quận Thất Tinh được chia thành 4 nhai đạo, 1 hương.
- Nhai đạo: Li Đông (漓东), Thất Tinh (七星), Xuyên Sơn (穿山), Đông Giang (东江).
- Hương: Triều Dương (朝阳).